# Krossholt
Krossholt est une localité islandaise de la municipalité de Vesturbyggð située au nord-ouest de l'île. Le village compte 15 habitants.